# Maison de La Boétie
La maison de La Boétie est un hôtel particulier français situé à Sarlat-la-Canéda, au no 10 de la place du Peyrou, à droite de l'entrée du Passage Henri de Segogne.

## Description

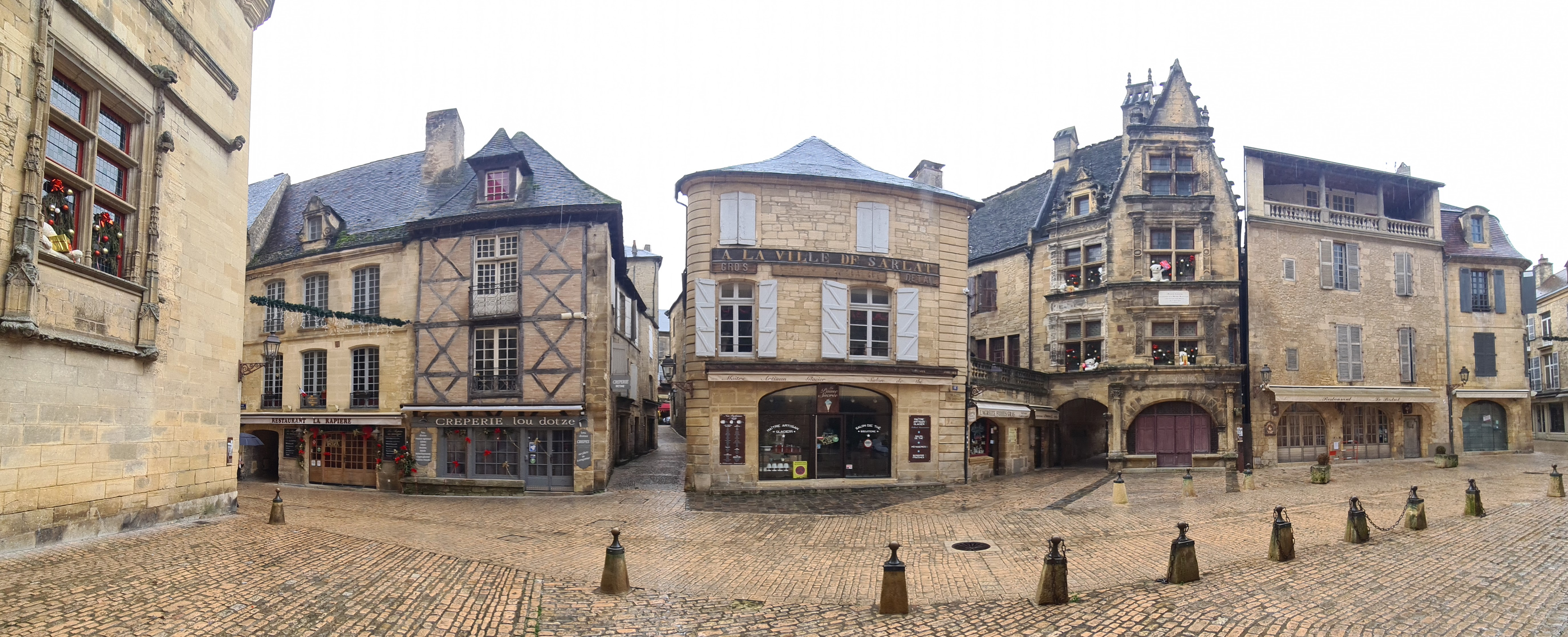
Vue d'ensemble de la place du Peyrou.